# Krzesło elektryczne

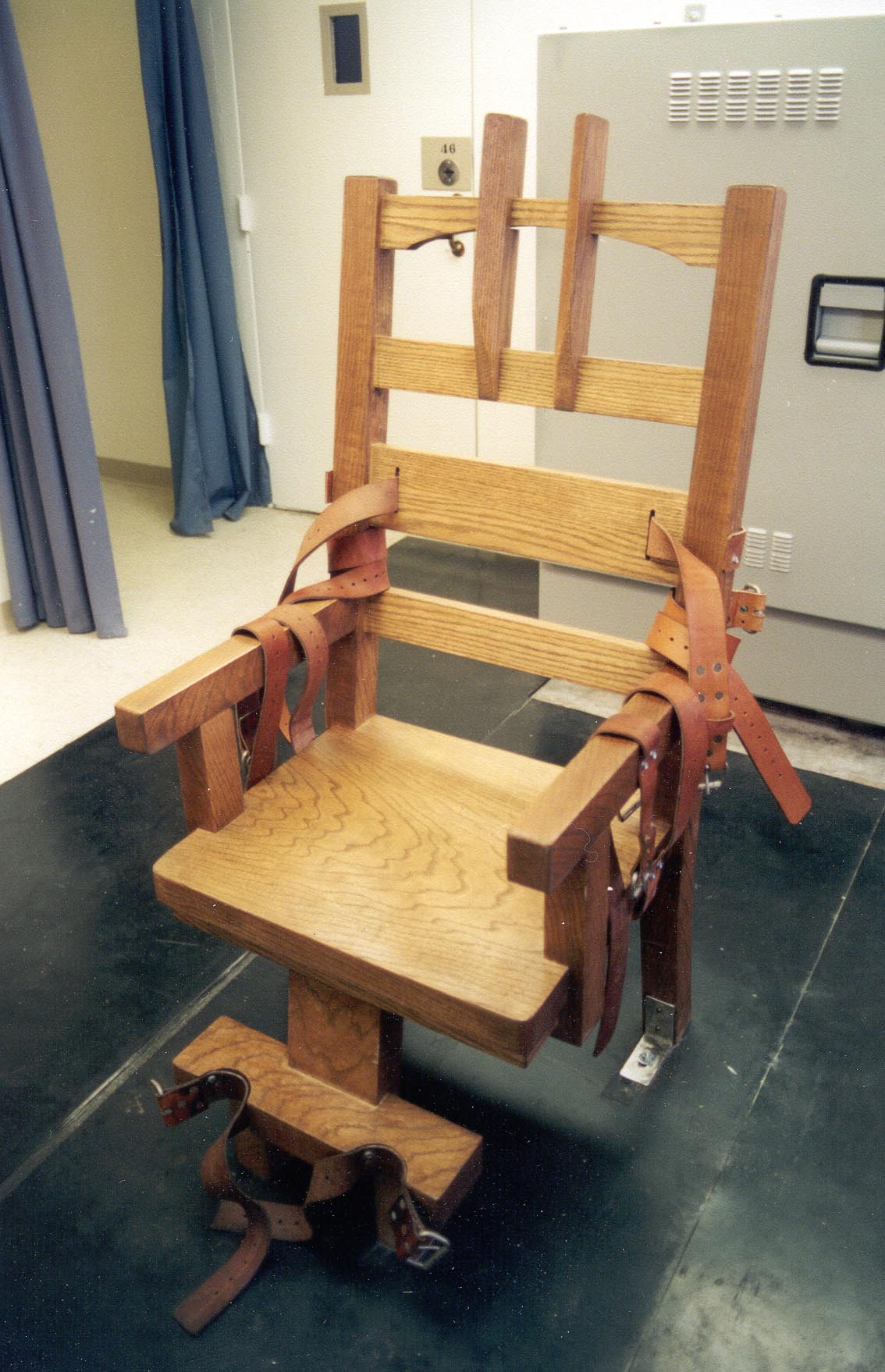
Krzesło elektryczne w Więzieniu Stanowym Florydy

Krzesło elektryczne – urządzenie elektryczne, wykorzystywane do wykonywania wyroków śmierci przez porażenie prądem elektrycznym. Metoda ta, stworzona w 1881 roku w Buffalo w stanie Nowy Jork, rozwijana była w kolejnych latach jako „humanitarna alternatywa” dla egzekucji przez powieszenie. Krzesła elektryczne przez dziesięciolecia były szeroko wykorzystywane w Stanach Zjednoczonych, a przez pewien czas również na Filipinach (w latach 1924–1976).
Skazaniec, przytwierdzony do drewnianego krzesła, traktowany jest prądem przemiennym w kilku cyklach, różniących się napięciem i długością, w celu spowodowania śmiertelnego uszkodzenia narządów wewnętrznych (w tym mózgu). Pierwszy cykl o wysokim napięciu z założenia ma za zadanie natychmiast pozbawić skazańca świadomości oraz spowodować śmierć mózgu. Drugi cykl o mniejszej mocy ma na celu śmiertelne uszkodzenie ważnych organów. Śmierć może być również spowodowana w wyniku nadmiernej stymulacji elektrycznej serca.
Mimo że krzesło elektryczne przez długi czas było symbolem kary śmierci w Stanach Zjednoczonych, obecnie wycofuje się je z użycia na rzecz zastrzyku trucizny, który jest powszechnie uważany za bardziej humanitarną metodę egzekucji. Niektóre stany nadal wykorzystują porażenie prądem jako drugorzędną metodę egzekucji, którą więzień może wybrać na własne żądanie. Obecnie krzesło elektryczne wykorzystywane jest jako metoda drugorzędna w Alabamie, Florydzie oraz w Wirginii. Niektóre stany wykorzystują krzesło wobec osób które zostały skazane za przestępstwa popełnione przed określoną datą. Ostatnim stanem, który wykorzystywał porażenie prądem elektrycznym jako wyłączną metodę egzekucji, była Nebraska. 8 lutego 2008 Sąd Najwyższy tego stanu orzekł jednak, że krzesło elektryczne było „okropną i nietypową karą”. Tym samym zaprzestano jego wykorzystywania. Z drugiej strony, Karolina Południowa w 2021 roku – jako jedyny stan – powróciła do porażenia prądem jako podstawowej metody egzekucji (zachowując jednakże inne opcje).

## Historia
jest wykorzystywane (jako metoda podstawowa jedynie w Karolinie Południowej, w pozostałych stanach jako metoda drugorzędna)
     obecnie nie jest wykorzystywane, ale było używane w przeszłości
     nigdy nie było wykorzystywane

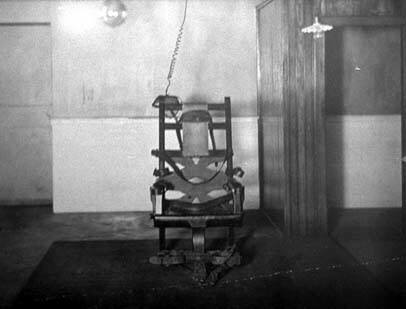
Pierwsze na świecie krzesło elektryczne z więzienia w Auburn (stan Nowy Jork)

Stany, w których krzesło elektryczne:
jest wykorzystywane (jako metoda podstawowa jedynie w Karolinie Południowej, w pozostałych stanach jako metoda drugorzędna)
obecnie nie jest wykorzystywane, ale było używane w przeszłości
nigdy nie było wykorzystywane

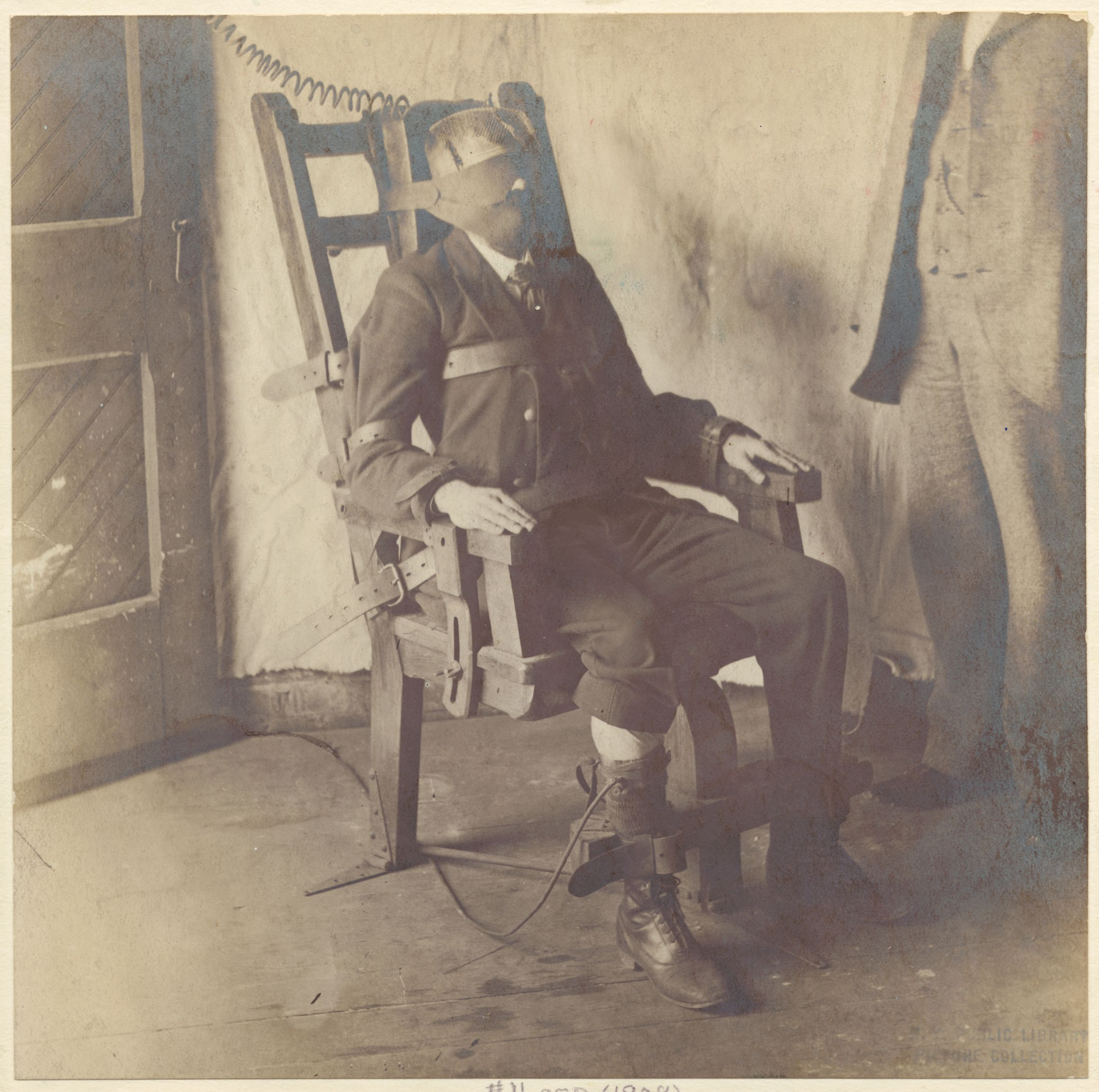
Mężczyzna na krześle elektrycznym, 1908

Pomysłodawcą i wynalazcą krzesła elektrycznego jest Thomas Alva Edison (choć skonstruował je pewien dentysta, dr Albert Southwick). Zasada działania opiera się na wykorzystaniu zgubnego dla białek prądu zmiennego. Po raz pierwszy użyto tego narzędzia 6 sierpnia 1890 roku w więzieniu stanowym w Auburn w Nowym Jorku. Pierwszą egzekucję za pomocą tego narzędzia wykonano na Williamie Kemmlerze.
Obecnie w większości stanów stosujących dawniej ten rodzaj uśmiercania krzesło elektryczne zostało zniesione (w Nebrasce, gdzie było jedyną metodą, zostało zniesione po tym jak sąd stanowy uznał tę metodę za niekonstytucyjną). W kilku stanach skazaniec ma do wyboru, czy chce zostać stracony na krześle elektrycznym, czy też w inny sposób (w Alabamie, Florydzie, Karolinie Południowej, Tennessee i Wirginii). Jeden z ostatnich, jak do tej pory, wyroków wykonano 12 września 2007 roku w Tennessee, kiedy Daryl Holton wybrał ten sposób śmierci. Poprzednio tak samo postąpili Earl Conrad Bramblett (2003) oraz Brandon Hedrick (2006) w Wirginii i James Neil Tucker w Karolinie Południowej w 2004. Prawdopodobnie ostatnią osobą w historii, która, idąc na stracenie, nie miała żadnego prócz krzesła wyboru, była Lynda Lyon Block w Alabamie (10 maja 2002).
Filipiny były jedynym krajem poza USA, gdzie stosowano tę metodę egzekucji. Krzesło elektryczne było używane w tym kraju w latach 1924-1976.
Obecnie jednak ta metoda egzekucji jest rzadko stosowana w USA, ale wciąż praktykowana. W 2008 roku wykonano tylko jeden wyrok za pomocą krzesła elektrycznego. Miało to miejsce 20 czerwca w stanie Karolina Południowa. Skazany, James Earl Reed sam wybrał taką metodę – bowiem prawodawstwo tego stanu dopuszcza również inne formy egzekucji. W styczniu 2013 roku w stanie Virginia na krześle elektrycznym stracono Roberta Charlesa Gleasona Juniora, który w 2009 i 2010 roku udusił w brutalny sposób dwóch współwięźniów. Zgodnie z amerykańską tradycją, egzekucję oglądały rodziny ofiar.
20 lutego 2020 roku w stanie Tennessee stracono na krześle elektrycznym 58-letniego Nicholasa Todda Suttona, skazanego na karę śmierci za zabicie współwięźnia Carla Estepa w 1985 roku podczas odbywania kary dożywocia za potrójne morderstwo (w tym własnej babci).

## Przebieg egzekucji
Skazanemu jeszcze w celi golono głowę, ponieważ włosy są stosunkowo dobrym izolatorem. Po wprowadzeniu do celi śmierci, skazaniec był sadzany na krześle, nogi i ręce były mocowane metalowymi obręczami do konstrukcji krzesła, korpus oraz głowę przypinano skórzanymi (później – parcianymi) pasami. Do jednej z nóg podłączano metalowy pierścień – elektrodę (w niektórych rozwiązaniach połączone były wszystkie cztery pierścienie – na rękach i nogach i one stanowiły „wielokrotną” elektrodę). Drugą elektrodę stanowił stalowy hełm (lub opaska) zakładany na głowę. Aby poprawić przewodzenie prądu, elektrody nie stykały się bezpośrednio z ciałem, ale od skóry oddzielała je namoczona (w słonej wodzie dla zwiększenia przewodnictwa prądu) gąbka. Do ust skazańca wkładano drewniany lub gumowy klocek przywiązywany sznurkiem z tyłu głowy, by oszczędzić świadkom egzekucji widoku przegryzionego języka.
W przypadku, gdy konstrukcja krzesła uniemożliwiała, jak w przypadku powieszenia czy rozstrzelania, założenie na głowę skazanego kaptura lub opaski, twarz skazanego była zasłaniana specjalną kotarą, umieszczaną na wysięgniku, przymocowanym do krzesła. Czasem zasłona na twarz była połączona z hełmem. Bywało, że głowa odchylała się tak bardzo, że świadkowie mogli spojrzeć w oczy ofierze. Dlatego w wielu krzesłach dodano pasy przy podpórce na głowę.
Napięcie elektryczne, którego używano do uśmiercania, wynosiło około 2000 V, czasami więcej, w zależności od stanu, w którym dokonywano egzekucji. Po zamknięciu obwodu przez ciało skazańca przepływał prąd i zależnie od rozwiązań płynął przez 5 do 15 sekund. W większości przypadków pierwszy impuls wystarczał, choć istnieją relacje mówiące, że egzekucję trzeba było powtarzać kilka razy, zanim lekarz definitywnie stwierdził zgon.
Śmierć następowała na skutek zniszczenia przez prąd białkowo-elektrolitycznej struktury mózgu, a także uszkodzenia białek spowodowanego podniesieniem się temperatury. To drugie działanie było wynikiem fizycznego oddziaływania oporu elektrycznego, jaki stawiało ciało skazańca.
By zapobiec załamaniu psychicznemu kata, często zamiast jednego w egzekucji uczestniczy trzech lub więcej. Każdy obsługuje trzy lub więcej przełączników, z których tylko jeden jest prawdziwy. Dzięki temu, żaden nigdy nie wie, kto naprawdę wykonał wyrok.

## Kontrowersje
Pierwsze kontrowersje związane z zagadnieniem, czy krzesło elektryczne jest „humanitarną” metodą uśmiercania, pojawiły się już w czasie egzekucji Kemmlera.
Głośna w swoim czasie stała się sprawa Williego Francisa (zob. Francis v. Resweber), którego pierwsza egzekucja w roku 1946 w Luizjanie zakończyła się fiaskiem. Spowodowało to apelację, którą Sąd Najwyższy USA odrzucił. Ponowna próba egzekucji, w roku 1947, zakończyła się powodzeniem.
Po serii nieudanych egzekucji we wczesnych latach 80. XX wieku jak i później, kiedy, wedle wielu ekspertów, skazaniec przed śmiercią bardzo cierpiał, coraz popularniejszy stał się zastrzyk, choć i tu zdarzają się niefortunne wypadki.
Po egzekucji w roku 1997 Pedro Mediny na Florydzie, kiedy skazaniec dosłownie zapalił się w czasie aplikowania prądu, stanowy rząd i gubernator Lawton Chiles nie zgodzili się jednak na zniesienie krzesła. Poprzestano na wybudowaniu nowego. Dopiero po analogicznym incydencie z Allenem Lee Davisem w roku 1999 nowy gubernator Jeb Bush wprowadził nową metodę. Sprawa Davisa stała się głośna po opublikowaniu nazajutrz po egzekucji serii drastycznych zdjęć z jego egzekucji.
Niedawny gubernator Nebraski, Mike Johanns, usiłował znieść tę metodę w swoim stanie, ale jego starania spełzły na niczym.

## Niektóre osoby stracone na krześle elektrycznym

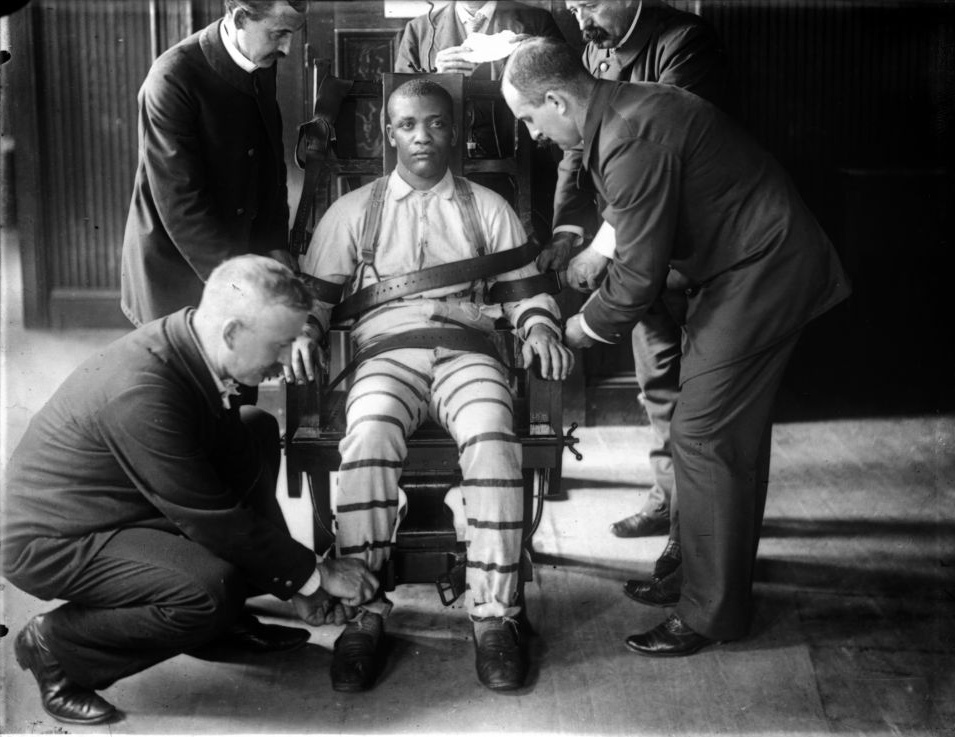
Mężczyzna na krześle elektrycznym w Sing Sing, ok. 1900

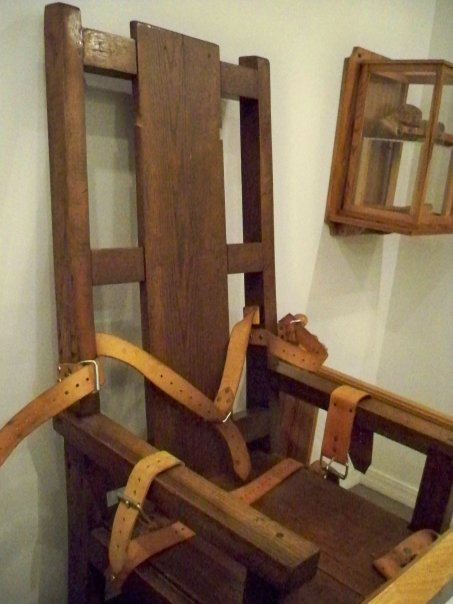
Krzesło elektryczne ze stanu Luizjana, obecnie w muzeum

- William Kemmler (1890, Nowy Jork) pierwsza osoba stracona na krześle elektrycznym
- Martha M. Place (1899, Nowy Jork) pierwsza kobieta stracona na krześle elektrycznym
- Leon Czolgosz (1901, Nowy Jork) zabójca prezydenta Williama McKinleya
- Chester Gillette (1908 Nowy Jork)
- Virginia Christian (1912, Wirginia) – 17-letnia dziewczyna, ostatnia niepełnoletnia stracona w USA
- Sacco i Vanzetti (1927, Massachusetts)
- Ruth Snyder (1928, Nowy Jork)
- Giuseppe Zangara (1933, Floryda) zamachowiec na życie prezydenta elekta Franklina Delano Roosevelta
- Bruno Hauptmann (1936, New Jersey) domniemany porywacz i zabójca dziecka Charlesa Lindbergha
- Albert Fish (1936, Nowy Jork) seryjny morderca
- Agenci III Rzeszy (1942, Waszyngton D.C.)
- Louis Lepke (1944, Nowy Jork) znany gangster
- George Junius Stinney (1944, Karolina Południowa) najmłodsza osoba stracona na krześle elektrycznym (14 lat)
- George Sitts (1947, Dakota Południowa)
- Willie Francis (1947, Luizjana)
- Julius i Ethel Rosenberg (1953, Nowy Jork) za szpiegostwo na rzecz ZSRR
- Charles Starkweather (1959, Nebraska)
- James French (1966, Oklahoma) ostatnie użycie przed 1979
- John Spenkelink (1979 Floryda) pierwsza osoba stracona na krześle po przywróceniu kary śmierci
- Ted Bundy (1989, Floryda) seryjny morderca
- John Joubert (1996, Nebraska) seryjny morderca
- Gerald Stano (1998, Floryda) seryjny morderca
- Allen Lee Davis (1999, Floryda)
- Lynda Lyon (2002, Alabama)
- Edmund Zagorski (2018, Tennessee )
- Nicholas Todd Sutton (2020, Tennessee)

## Przydomki krzeseł elektrycznych
Oto przydomki nadawane niektórym krzesłom elektrycznym:
- Old Sparky (Nowy Jork, Ohio, Floryda)
- Old Smokey (New Jersey)
- Yellow Mama (Alabama)
- Gruesome Gertie (Luizjana)
(w powieści Stephena Kinga Zielona mila była nazywana starą iskrówą (Old Sparky))